# Peter Peak
Der Peter Peak (englisch; bulgarisch връх Петър wrach Petar) ist ein über 850 m hoher Berg auf der Livingston-Insel im Archipel der Südlichen Shetlandinseln. Im Delchev Ridge der Tangra Mountains ragt er 0,55 km nordwestlich des Delchev Peak, 2,7 km südöstlich des Rila Point und 1,8 km südwestlich des Rodopi Peak auf. Der Iskar-Gletscher liegt westlich, die Bruix Cove nordwestlich und der Sopot-Piedmont-Gletscher nördlich von ihm.
Die bulgarische Kommission für Antarktische Geographische Namen benannte ihn 2004 nach Peter IV. († 1197), von 1186 bis 1190 und zwischen 1196 und 1197 Zar des Zweiten Bulgarischen Reiches.